# Juan Morgado
Juan Morgado Dorado (Fregenal de la Sierra, Badajoz, España, 24 de octubre de 1952) es un exfutbolista español que se desempeñaba como defensa.

## Trayectoria
Después de iniciarse en equipos extremeños como el Hernán Cortés y el C. D. Badajoz, fichó por las categorías inferiores del Real Madrid C. F., equipo con el que llega a debutar en Primera División jugando trece encuentros. Después jugó en el Real Murcia C. F. cedido durante una temporada, teniendo más continuidad en sus dos siguientes equipos, jugando cinco temporadas en Segunda División con el Deportivo Alavés y tres temporadas con el Real Zaragoza. Sus dos últimos equipos como profesional fueron el Elche C. F. y la U. D. Alzira.

## Clubes
| Club              | País   | Año       |
| ----------------- | ------ | --------- |
| Castilla C. F.    | España | 1973-1974 |
| Real Madrid C. F. | España | 1973-1976 |
| Real Murcia C. F. | España | 1975-1976 |
| Deportivo Alavés  | España | 1976-1981 |
| Real Zaragoza     | España | 1981-1984 |
| Elche C. F.       | España | 1984-1985 |
| U. D. Alzira      | España | 1988-1989 |